# Jason Wingreen
Jason Wingreen (né le 9 octobre 1920 à Brooklyn, New York, États-Unis et mort le 25 décembre 2015 à Los Angeles) est un acteur américain.

## Filmographie

### Comme acteur
- 1956 : Je ne suis pas un espion (Three Brave Men) : Perry
- 1957 : Le Brigand bien-aimé (The True story of Jesse James) : Peter
- 1958 : Les Bravados (The Bravados) : Hotel Clerk
- 1960 : Au nom de la loi  : saison 3 épisode 3 (La prisonnière/ Journey for Josh) : Nick Peters
- 1961 : Everything's Ducky de Don Taylor
- 1962 : A Pair of Boots
- 1965 : À corps perdu (A Rage to Live) : Jim
- 1965 : Trente Minutes de sursis (The Slender Thread) : Medical technician
- 1966 : The Rounders (série TV) : Shorty Dawes
- 1966 : Les Mystères de l'Ouest (The Wild Wild West), (série TV) - Saison 1 épisode 20, La Nuit de l'Attentat (The Night of the Whirring Death), de Mark Rydell : Policeman
- 1967 : Petit guide pour mari volage (A Guide for the Married Man) de Gene Kelly : Harry 'Big Fella' Johnson
- 1968 : To Die in Paris (TV) : First Prisoner
- 1968 : Star Trek (TV) : épisode L'Impasse : Docteur Linke
- 1969 : U.M.C. (TV) : Technician
- 1969 : Shadow Game (TV)
- 1969 : La Valse des truands (Marlowe) de Paul Bogart : Camera Store Clerk
- 1969 : CBS Playhouse: Sadbird (TV)
- 1970 : Horreur à volonté (The Dunwich Horror) : Sheriff Harrison
- 1970 : The Day Before Sunday (TV)
- 1970 : The Cheyenne Social Club : Dr Farley Carter
- 1970 : San Francisco International (TV) : Senator
- 1970 : The Old Man Who Cried Wolf (TV) : Arthur
- 1971 : Banyon (TV) : Dr Greenbaum
- 1971 : Skin Game de Paul Bogart et Gordon Douglas : Speaker #2
- 1971 : La Dernière Chance (The Last Child) (TV) : Ticket Clerk
- 1971 : The Todd Killings
- 1971 : L'Homme de papier (Paper Man) (TV) : Doctor
- 1972 : Killer by Night (TV) : Dr Jacobs
- 1972 : Getting Away from It All (TV) : Eben
- 1972 : Columbo - Accident (TV) : Un policier
- 1972 : La Chevauchée des sept mercenaires (The Magnificent Seven Ride!) de George McCowan : Warden
- 1972 : Ils ne tuent que leurs maîtres (They Only Kill Their Masters) de James Goldstone : Mallory
- 1973 : Hunter (en) (TV)
- 1973 : The Blue Knight (en) de Robert Butler (TV)
- 1973 : Outrage (TV) : Mr. Bunce
- 1973 : Miracle sur la 34e rue (Miracle on 34th Street) (TV) : Halloran
- 1974 : Cry Panic (TV) : Woody
- 1974 : Panique dans l'ascenseur (The Elevator) (TV) : Second Security Guard
- 1974 : Honky Tonk (TV)
- 1974 : L'Homme terminal (The Terminal Man) de Mike Hodges : Instructor
- 1975 : Mr. Ricco de Paul Bogart : Judge
- 1975 : Winner Take All (TV) : Jerry
- 1975 : Shell Game (TV) : Klein
- 1975 : La Cité des dangers (Hustle) : Jim Lang
- 1975 : L'Homme qui valait trois milliards (The Six Million Dollar Man), saison 3 épisode 10 : Logan
- 1976 : Louis Armstrong - Chicago Style (TV) : Second Detective
- 1976 : Les Flics aux trousses (Moving Violation) : Psychiatrist
- 1977 : The Man with the Power (TV) : Klein
- 1978 : The President's Mistress (en) (TV) : Minor Official
- 1979 : Captain America (TV) : Doctor #2
- 1979 : Racines 2 (Roots: The Next Generations) (feuilleton TV) : Judge Quartermain
- 1979 : Meurtres à San Francisco (The Golden Gate Murders) (TV) : Larkin
- 1980 : L'Empire contre-attaque (Star Wars: Épisode V - The Empire Strikes Back) : Boba Fett (voix)
- 1980 : Y a-t-il un pilote dans l'avion ? (Airplane!) : Dr Brody
- 1984 : The Red Fury : Mr. Taylor
- 1984 : Oh, God! You Devil! de Paul Bogart : Hotel Manager
- 1985 : Malice in Wonderland (TV) : Jack Warner
- 1985 : International Airport (TV) : Mr. Dornan
- 1986 : A Masterpiece of Murder (TV) : Williams
- 1988 : Arthur 2 : Dans la dèche : Boardmember #2
- 1991 : Hôpital central (General Hospital) (série TV) : Judge Matson
- 1994 : In the Heat of the Night: Who Was Geli Bendl? (TV) : Georgie